# 清掃作業監督者
清掃作業監督者（せいそうさぎょうかんとくしゃ）は、清掃作業監督者講習会を修了した者に与えられる国家資格。

## 概要
建築物の清掃作業の監督を行う。建築物清掃業の登録に必要。

## 受講資格
- 職業能力開発促進法（昭和44年法律第64号）第44条第1項に規定する技能検定であってビルクリーニングの職種に係るものに合格した者
- 建築物における衛生的環境の確保に関する法律第7条第1項に規定する建築物環境衛生管理技術者免状の交付を受けている者

## 講習会
2日間、行われる。
全国ビルメンテナンス協会ではオンラインで講習が行われる。

### 講習科目
1. 建築物環境衛生制度
2. 建築物の衛生的管理
3. 作業監督の実際
4. 考査

## 再講習会
1日間で新技術、新知識の修得及びその他必要な知識の反復履修を目的とする。
全国ビルメンテナンス協会ではオンラインで講習が行われる。

### 再講習科目
1. 建築物環境衛生制度
2. 建築物衛生における動向
3. 建築物の衛生的管理 - 室内環境の管理、ビルクリーニングの衛生的意義
4. 作業監督の実際
5. 考査

## 受講資格
- 厚生労働大臣登録清掃作業監督者講習会を修了した者（建築物における衛生的環境の確保に関する法律施行規則（昭和46年厚生省令第2号）第25条第2号イに規定する講習の課程を修了した者）
- 厚生労働大臣登録清掃作業監督者再講習会を修了した者（建築物における衛生的環境の確保に関する法律施行規則（昭和46年厚生省令第2号）第25条第2号ロに規定する講習の課程を修了した者）